# Война (фильм, 2015, Дания)
«Война» (дат. Krigen) — датская военная драма режиссёра Тобиаса Линдхольма, вышедшая на экраны в 2015 году. Линдхольм также выступил автором сценария, а Пилу Асбек и Тува Новотны сыграли главные роли.
Фильм рассказывает о датском подразделении в Афганистане, сражающемся против талибов. После одного из боевых столкновений командир датчан обвиняется в совершении военного преступления. Фильм был номинирован на премию «Оскар» за лучший фильм на иностранном языке.

## Сюжет
Командир роты Клаус М. Педерсен и его солдаты размещены в афганской провинции Гильменд. Тем временем Мария, жена Клауса, пытается жить в Дании обычной жизнью, как-то управиться с тремя детьми, которым не хватает отца. Во время рядового задания солдаты оказываются в тяжёлой перестрелке, и для того, чтобы спасти своих людей, Клаус вызывает авиаподдержку. Это решение имеет серьёзные последствия для него и его семьи — после возвращения домой его обвиняют в убийстве 11 человек в результате того авиаудара. Сослуживец Клауса даёт ложные показания — и Клауса оправдывают, он остаётся с женой и детьми.

## Актёры
- Пилу Асбек — Клаус Микаэль Педерсен
- Тува Новотны — Мария Педерсен
- Сёрен Маллинг — Мартин Р. Ольсен
- Шарлотта Мунк — Кайса Даннинг
- Дар Салим — Наджиб Бисма
- Дульфи Аль-Джабури — Лутфи «Лассе» Хасан
- Кристиан Педерсен — Кеннет «Мясник» Йенсен

## Производство
Фильм был снят кинокомпанией Nordisk Film при поддержке DR TV и получил 8 млн датских крон от датского Института кино. Съёмки проходили в Копенгагене, в городе Конья (Турция) и в Альмерии (Испания). Они закончилась в январе 2015 года. За исключением главных героев, солдат играли настоящие датские солдаты, служившие в Афганистане.

## Награды и номинации
- 2015 — участие в программе «Горизонты» Венецианского кинофестиваля.
- 2016 — номинация на премию «Оскар» за лучший фильм на иностранном языке.
- 2016 — премия «Бодиль» за лучшую операторскую работу (Манус Норденхоф Йёнк), а также 4 номинации: лучший фильм, лучший актёр (Пилу Асбек), лучшая актриса (Тува Новотны), лучший актёр второго плана (Дульфи Аль-Джабури).
- 2016 — премия «Роберт» за лучшую женскую роль (Тува Новотны), а также 10 номинаций.
- 2016 — номинация на премию Европейской киноакадемии за лучший фильм по мнению зрителей.
- 2016 — участие в конкурсной программе Гётеборгского кинофестиваля.
- 2016 — почётное упоминание на Иерусалимском кинофестивале.
- 2016 — приз за мир на Мюнхенском кинофестивале.